# Božena Fialová
Božena Fialová (* 15. června 1933) byla česká a československá politička a bezpartijní poslankyně Sněmovny lidu Federálního shromáždění za normalizace.

## Biografie
K roku 1976 se profesně uvádí jako dělnice. Ve volbách roku 1976 zasedla do Sněmovny lidu (volební obvod č. 33 – České Budějovice, Jihočeský kraj). Mandát obhájila ve volbách roku 1981 (obvod České Budějovice). Ve Federálním shromáždění setrvala do konce funkčního období, tedy do voleb roku 1986.